# Ганчір'яна лялька (фільм)
Ганчір'яна лялька (англ. Ragdoll) — американський фільм жахів 1999 року.

## Сюжет
Кваме живе зі своєю бабусею і читає реп у молодому хіп-хоп гурті. Коли бабуля, зазнавши нападу від місцевих хуліганів, опиняється в лікарні, Кваме вирішує покарати кривдників удавшись до чорної магії. Викликаний ним демон вселяється в стару ганчір'яну ляльку і вирушає вершити суд, але за свої послуги він вимагатиме у Кваме особливу плату.

## У ролях
| Актор                 | Роль            |
| --------------------- | --------------- |
| Расселл Річардсон     | Кваме           |
| Дженна Фредрайк       | Тіша            |
| Тарнел Пойндекстер    | Маленький Майкі |
| Вільям Стенфорд Девіс | Пере            |
| Денні Ву              | Джем            |
| Вільям Л. Джонсон     | Джин            |
| Трой Медлі            | Луї             |
| Фредерік Такер        | людина-тінь     |
| Дженніфер Еколс       | жінка детектив  |
| Деррік Джонс          | людина          |
| Натаніель Ламар       | агент           |
| Джемал Макнейл        | бармен          |
| Рене О'Ніл            | Сільві          |
| Катріна Карсон        | дівчина         |
| Джей Вільямс          | Емсі            |
| Рік Майклс            | другий детектив |
| Реджі Джонс           | третій детектив |
| Фреда Пейн            | Гран            |